# Wollweberei in Göttingen
Die Herstellung von Wollwaren in Göttingen und Umgebung lässt sich bis in das 13. Jahrhundert zurückverfolgen. Die Zunft der Wollweber hat das Stadtbild von Göttingen entscheidend mitgeprägt. Das Gewerbe verschaffte der Stadt ein kulturelles und wirtschaftliches Wachstum. Als Multiplikator für diesen rasanten Anstieg im Wollgewerbe wirkte besonders die verkehrsgünstige Lage im Leinetal und der damals dort entlanglaufende Nord-Süd-Handelsweg von Frankfurt a. M. über Göttingen und Hannover nach Lübeck. Durch die räumliche Nähe der Weideflächen am Hainberg war die Rohstofflieferung der Wolle gesichert. Das Wollgewerbe im Göttinger Raum änderte und diversifizierte sich im Laufe der Jahrhunderte, bis es in der ersten Hälfte des 20. Jahrhunderts ganz an Bedeutung verlor.

## Geschichte
Im Jahre 1290 wurde die Berufsgruppe der Wollweber in der Stadt Göttingen erstmals in einer Schriftquelle erwähnt, da diese maßgeblich mit finanziellen Mitteln den Bau der Marienkirche unterstützten. Zu einem richtigen Aufschwung kam es aber erst im Laufe des 14. Jahrhunderts. In der Stadt siedelten sich die „Wullenweber“ an, die ihre Quartiere hauptsächlich in der damaligen Neustadt (westlich des Leinekanals) hatten.
Diese berufliche Separation war auch in anderen Städten zu dieser Zeit üblich und begründete sich in Bezug auf die Wollweber damit, dass die Geräuschintensität des Gewerbes sehr hoch war. Insbesondere die Lärmbelästigung der Webstühle war ein Hauptgrund der auswärtigen Lage. Ein weiterer Grund für die Lage der Webereien ist die Nähe zum Wasser. Die fertigen Tücher konnten so direkt im Anschluss an den Herstellungsprozess im Leinekanal oder der Leine gereinigt werden.
Auch der Betrieb von Wassermühlen zum Antrieb von Webstühlen war so leichter möglich.

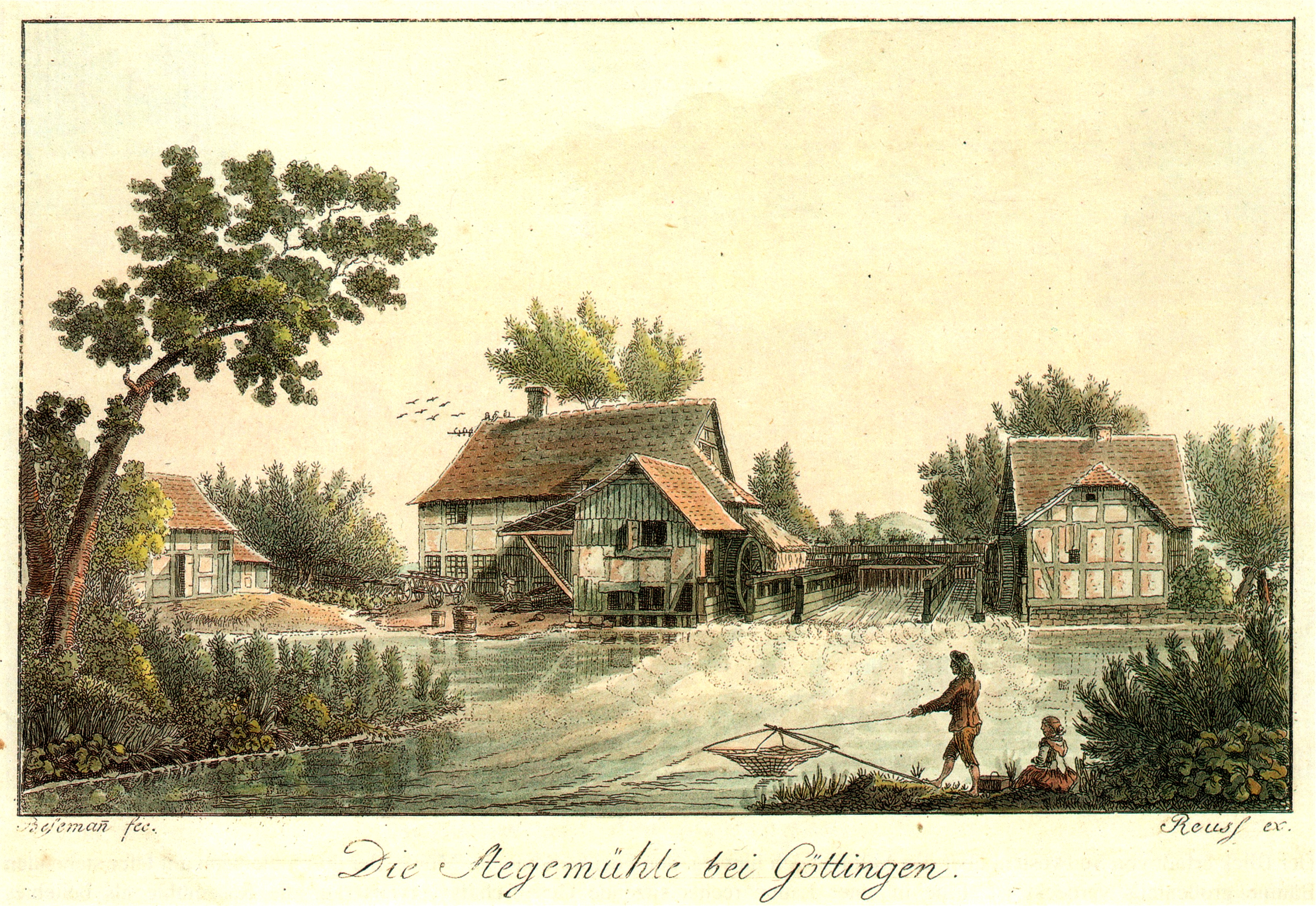
Stegmühle bei Göttingen, in der bei der Tuchherstellung das Walken erfolgte (Zeichnung von Christian Andreas Besemann 1795)

Wurde in den Anfängen der Wolle das Walken, also die mechanische Bearbeitung zur Formung des Tuches, noch in Handbetrieb durchgeführt, so entwickelte sich auch dort eine Mechanisierung der Arbeitsprozesse. Aus dieser Zeit stammt die heute noch existente Stegemühle, in der im Arbeitsprozess der Tuchherstellung nur das Walken erfolgte.
Der Rohstoff Wolle wurde hauptsächlich aus dem Göttinger Umland bezogen. Der Göttinger Wald und Hainberg waren zu der Zeit vollständig entwaldet und dienten als Weidelandschaft für Ziegen und Schafe.
Zu einer Verknappung der Wolle kam es erst im Verlauf des 15. Jahrhunderts. Der Stadtrat verhängte gelegentliche Exportbeschränkungen von Wolle, damit der lokale Bedarf gedeckt werden konnte. Daneben konnte der Bedarf in Spitzenzeiten auch über importierte Wolle bestritten werden.
Die gesponnene Wolle wurde zu Teilen an auswärtige Webereien veräußert. Dies allerdings nur so lange, wie der eigene Bedarf der in der Stadt ansässigen Wollweber gedeckt war. Mit dem Anwachsen des Gewerbes wurde schließlich ein Teil der Spinnereiarbeit in das naheliegende Eichsfeld ausgelagert, weil der Bedarf der Stadt durch die ortsansässigen Spinnereien nicht mehr zu decken war.

### Spezialisten aus den Niederlanden
Um 1475 förderte der Rat der Stadt Göttingen die Zunft der Tuchmacher mit einem Import von Spezialisten aus den Niederlanden, die das Fachwissen der heimische Wollindustrie erweitern sollten. Zu diesem Zweck wurde die Übersiedlung von Webern aus den Niederlanden mit einer Prämie von 30 Gulden belohnt, ebenso erhielten diese 100 Gulden in Form von Darlehen sowie das Bürgerrecht verliehen, und die Umsiedelung selbst wurde sowohl finanziell wie auch infrastrukturell unterstützt.
Durch diese aktive Förderung wanderten viele niederländische Weber nach Göttingen aus. Um Konflikte mit den ortsansässigen Webern zu vermeiden, wurden diese in einer eignen Zunft zusammengeschlossen. Die niederländischen Weber erstellten vornehmlich feines Tuch und wurden Tuchmacher. Ihr spezielles Wissen ermöglichte ihnen auch gefärbte Wollwaren anzubieten, bis dahin kamen aus Göttingen nur weiße und graue Tücher. Um eine hohe Qualität der Produkte zu gewährleisten, wurden die Tücher bereits während des Herstellungsprozesses mehrmals geprüft und mussten dafür im Rathaus vorgelegt werden. Dort wurde von je zwei Ratsmitgliedern und zwei Gildenmeister, den sogenannten Wardienern, die Einhaltung der Längen- und Breitenmaße geprüft und mit einem Siegel versehen.
Der neue Arbeitsgang des Färbens wurde von den „Drapenierern“, wie die neu angesiedelten Wollweber auch genannt wurden, in den Farben blau, grün, rot, braun und schwarz vorgenommen. Den Abschluss der Tuchproduktion bildete das Scheren und Pressen der Tuche, eine Tätigkeit, die vom Apreder erledigt wurde.

### Wirtschaftliche Bedeutung und Niedergang
Die Absatzverhältnisse der Tuchmacher waren bis zum ausgehenden 15. Jahrhundert günstig und verschlechterten sich erst im Laufe des 16. Jahrhunderts.
Im 18. Jahrhundert war der Weg der Wollindustrie in Göttingen und Umgebung von einer Manufaktur hin zu einem Großbetrieb weitestgehend abgeschlossen. Göttingen und Osterode (Harz) bildeten die wirtschaftsstarken Zentren der Wollindustrie in der vorindustriellen Zeit. Neben der Wollindustrie der Region wurde auch die Herstellung von Produkten aus Flachs, Leinen und Baumwolle industrialisiert. Wenngleich an bestehende Grundlagen angeknüpft werden konnte, so bestimmte sich der Erfolg doch maßgeblich durch Produktneuerungen.
Im Jahre 1823 wurden von den älteren Göttinger Manufakturen insgesamt etwa 2110 Kämmer und Spinner beschäftigt, die sich etablierende Mechanisierung der Wollaufbereitung und Spinnerei war jedoch bereits auf dem Vormarsch und verringerte die Zahl der Beschäftigten im 19. Jahrhundert deutlich.
Das erfolgreichste Wollwarenunternehmen dieser Zeit war der 1846 gegründete Levinsche Großbetrieb. Die Firma Levin konnte bereits neun Jahre nach der Gründung auf dem ehemaligen Gelände der Firma Grätzel in Grone  eine der modernsten Tuchfabriken Europas errichten. In den ersten Jahren wurden die Stoffe noch auf Handwebstühlen hergestellt, die jedoch bald durch mechanische Webstühle ersetzt wurden. Für den Antrieb der Webstühle wurde neben dem Dampfantrieb auch die Wasserkraft der Grone verwendet. 1895 beschäftigte die Firma ca. 400 Arbeiter und 250 Arbeiterinnen.
Zu dieser Zeit war es die größte Wollwarenfabrik in der Provinz Hannover.
Zu ihr gehörte der Levinsche Park, der an die Levin- und Grätzelstraße grenzt.
Ferdinand Levin, der Sohn des Firmengründers, hatte diesen Park um 1890 als Zier- und Nutzgarten um die ehemalige Fabrikantenvilla angelegt, er diente aber auch als Pausen- und Ruhezone für die Fabrikarbeiter. Der größere Teich war schon 1873 als Wasserreservoir für die Fabrikation angelegt worden, ist heute aber etwas kleiner. Heute liegt der Levinsche Park am Rande des größten Gewerbegebiets von Göttingen. Erhalten sind hier u. a. noch die beiden Teiche, das Badehaus und das ehemalige Wohnhaus der Besitzer.
Neben den Großfabriken entstanden in der ersten Hälfte des 18. Jahrhunderts im Göttinger Umland mehrere kleinere Wollwarenfabriken oder Maschinenspinnereien mit jeweils etwa 12 bis 80 Arbeitern. Die kleineren Werkstätten befanden sich in den Ortschaften Weende, Grone, Rosdorf und Klein Lengden.
Die lokale Belieferung mit Rohwolle und der Anbau von Flachs als Standortvorteile der Woll- und Leinenfabriken in Göttingen verloren allmählich an Bedeutung. Die Schafzucht als Wolllieferant wurde aufgrund der billigeren ausländischen Konkurrenz unrentabel, dies zeigte sich auch darin, dass der Weidebetrieb der Göttinger Schäfer nach und nach eingestellt wurde und der Hainberg in der zweiten Hälfte des 19. Jahrhunderts wieder aufgeforstet wurde.
Die Abhängigkeit von Importstoffen wie der ostindischen Jute, der amerikanischen Baumwolle und des russischen Flachs hatten sehr negative Auswirkungen auf die regionale Textilproduktion in Göttingen und führten dazu, dass ein Großteil der Betriebe bereits vor dem Ersten Weltkrieg ihre Produktion einstellten.

### Leinenweberei S.& A. Rosenberg
Die Leinenweberei S. & A. Rosenberg wurde im Jahre 1872 von den Brüdern Siegmund und Albert Rosenberg aus Dransfeld gegründet. Die Produktionsstätte befand sich zunächst in der Groner Straße 15 und ab 1896 auf dem Grundstück der Stegemühle. Bis zum Ersten Weltkrieg wuchs das Auftragsvolumen der Firma stetig an, es wurden Kleidung und Stoffe für die Reichsmarine und die Reichswehr gefertigt. Finanzielle Schwierigkeiten ergaben sich während der Weltwirtschaftskrise in den Zwanziger Jahren.
Anfang 1933 hatte die Weberei mit einem verminderten Liquiditätsgrad zu kämpfen und lieferte damit der Industrie- und Handelskammer (IHK), der Stadtverwaltung und der NSDAP einen Vorwand, die jüdischen Inhaber aus der Firma zu verdrängen.
Die Firma S. & A. Rosenberg wurde von der Stadt übernommen und „arisiert“, d. h. an eine nichtjüdische Firma verkauft und in „Göttinger Leineweberei“ umbenannt.
Der letzte Firmeninhaber Otto Rosenberg verließ Göttingen im August 1939. Er überlebte mit seiner Familie im Exil in London. Sein Bruder Ernst Rosenberg war 1933 nach Frankfurt gezogen und emigrierte mit seiner Familie im Mai 1939 nach Nordirland.
Der dritte Bruder, Fritz Rosenberg, war mit seiner Familie noch im April 1933 nach Hamburg gezogen. Am 8./9. November 1941 wurde er mit seiner Frau und seinen beiden jüngeren Kindern (ein älterer Sohn hatte noch 1939 emigrieren können) in das Ghetto Minsk deportiert. Nur der Sohn Heinz überlebte mehrere Verlegungen durch verschiedene Konzentrationslager.
Im Mai 1941 wurde in dem Betrieb eine zweite Produktionsstelle eingerichtet, in der jugendlichen Häftlinge aus dem Jugendkonzentrationslager Moringen Wehrmachtsbedarf herstellen mussten.
Mitte 1944 wurden die Göttinger Leinenweberei und andere Textilunternehmen in Göttingen als nicht kriegswichtig eingestuft und zwangsweise geschlossen. Das Rüstungsunternehmen Sartorius übernahm nach der Schließung die gesamte Infrastruktur der Produktionsstätte der Leinenweberei, einschließlich der sowjetischen Zwangsarbeiterinnen und der Baracke, in der diese untergebracht waren.

## Spuren der Wollindustrie bis in die Gegenwart

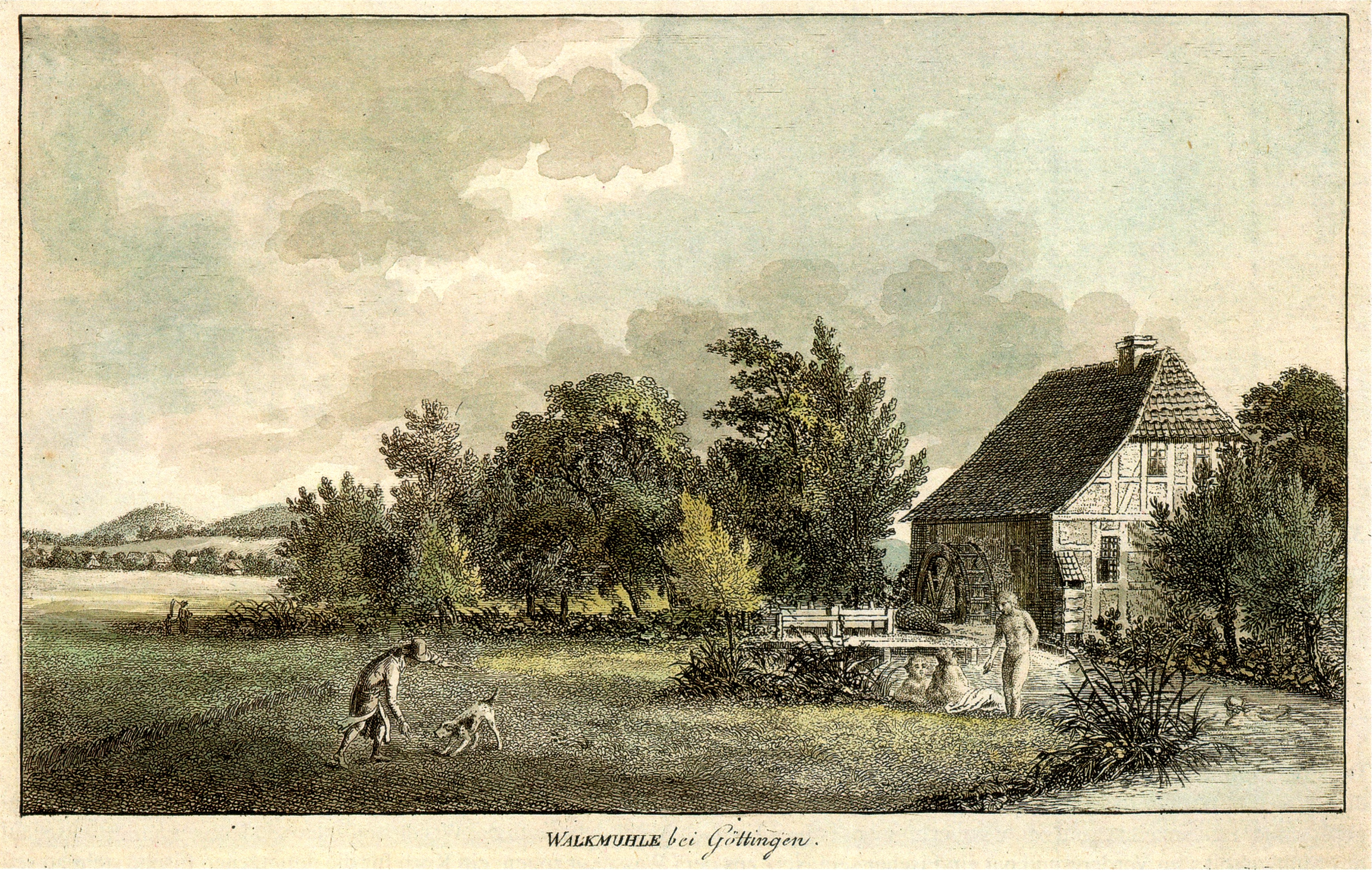
Kupferstich der historischen Walkemühle von Christian Andreas Besemann um 1797

Das Teilgebäude der alten Walkemühle (Walkmühle) ist noch vorhanden, in der früher die Stoffe verformt oder gewalkt wurden. Die Mühle wurde 1770 errichtet und ist denkmalgeschützt. Sie befindet sich hinter dem Badeparadies Eiswiese in Göttingen, das dort Wellnessanwendungen anbietet.
Auf ehemalige Standorte von Woll- und Leinenwebereien in Göttingen verweisen noch die folgenden Straßennamen:
- Walkemühlenweg
- Stegemühlenweg

In der Historischen Spinnerei Gartetal e.V. bei Klein Lengden befindet sich in der daran angeschlossenen Spinnerei ein Industriemuseum, in dem die Geschichte der Wollverarbeitung und Papierherstellung thematisiert wird.

## Archivalien
- Aktennotiz 23. Juli 1940, Landesarbeitsamt an Stalag 23. Juli 1940, Aktennotizen 25. Juli 1940, 7. August 1940, Aufstellung 23. August 1940, Aktennotiz 24. August 1940, 28. August 1940, 16. Oktober 1940, Ratssitzung 4. September 1940, Stadtarchiv Göttingen Bauamt Abt. I Fach 16 Nr. 48, o.P.
- Lagerliste auf Anforderung der Gestapo vom 6. September 1944, Stadtarchiv Göttingen Pol.Dir. Fach 124 Nr. 2, Bl. 545 ff.
- Sitzung 4. März 1941, Stadtarchiv Göttingen AHR I A Fach 11 Nr. 55.
- Schreiben Luftgaukommando 15. August 1942, Aktennotiz 30. Oktober 1942, Stadtarchiv Göttingen Bauamt Abt. I Fach 16 Nr. 49, o.P.